# Paul Kießling

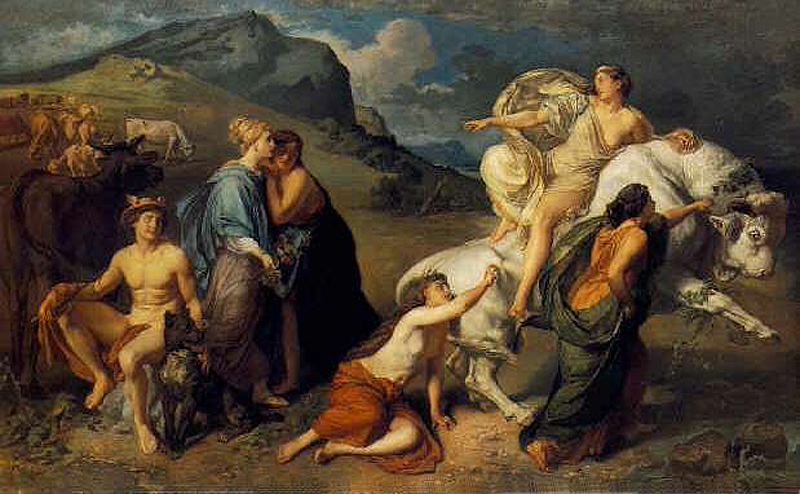
Europa

Johann Paul Adolf Kießling (auch Kiessling, * 8. Januar 1836 in Breslau; † 10. Januar 1919 in Dresden) war ein deutscher Historien-, Genre- und Porträtmaler
Paul Kießling studierte ab 1851 an der Kunstakademie Dresden bei Julius Schnorr von Carolsfeld. Sein Bild „Orpheus und Eurydike“ brachte ihm 1855 den Ersten Preis und ein Stipendium, was ihm einen Studienaufenthalt in Italien von 1857 bis 1869 ermöglichte. Nach einem Besuch von Neapel 1860 studierte er bis 1861 in Antwerpen und kehrte über Paris nach Rom zurück. Im Zeitraum von 1869 bis 1870 war er in Berlin tätig, danach ließ er sich in Dresden nieder. 1881 wurde er zum Ehrenmitglied der Dresdner Akademie gewählt.
Er beschäftigte sich neben der Genremalerei mit der Historienmalerei mit den Themen aus der Klassischen Mythologie sowie mit den religiösen Themen. Seine Werke wurden von der Kunst der Nazarener beeinflusst.
Kießling stellte seine Werke u. a. im Münchner Glaspalast und auf der Jahrhundertausstellung deutscher Kunst in Berlin 1906 aus.